# Before We Stand... We Crawl
Before We Stand... We Crawl – EP zespołu Hungry Lucy wydane w 2006 przez własną wytwórnię Hungry Lucy Music.

## Lista utworów
1. A Girl Alone (3:35)
2. Harvest (4:46)
3. Losing Faith (4:06)
4. Storm (Carried Away) (4:11)
5. Alfred (Haunted) (4:04)
6. Fearful (Live & Unplugged) (3:40)